# ده برزو (باخرز)
ده برزو (باخرز)، روستایی از توابع بخش بالاولایت ، شهرستان باخرز در استان خراسان رضوی و کهن سرزمینمان ایران است.این روستا در فاصله ۲۵ کیلومتری غرب مرکز شهرستان باخرز و در فاصله ۲۴۰ کیلومتری جنوب شرق شهر مشهد قرار دارد . این روستا از شمال با مرکز دهستان اشتین ،از جنوب با ده‌نو (باخرز) ،از شرق با حسن آباد و از غرب با کلاته کاظم همسایه است . اغلب مردم این روستا مسلمان و پیرو مذهب شیعه هستند. بیشتر مردم این دیار از تبار پارسی هستند و نیاکان آنها زرتشتیان خراسان بوده‌اند . شغل اصلی مردم این دیار کشاورزی، دامداری و باغداری است. رهاورد و محصول استراتژیک این روستا زعفران است که یکی از مرغوبترین های زعفران در منطقه را دارا میباشد. در کنار زعفران کشت جو و گندم ، جالیز و چغندر قند ،یونجه و ذرت  نیز مرسوم میباشد،از آثار تاریخی و مهم روستا که زیاد مورد توجه نبوده می‌توان به غارشوره ها یا غارهایی که در تپه های خاکی شمال روستا قرار دارد اشاره کرد که متاسفانه علی رقم عمر زیاد آن کمتر مورد توجه و مطالعه باستان شناسان قرار گرفته است

## جمعیت
این روستا در دهستان بالاولایت قرار دارد و براساس سرشماری مرکز آمار ایران در سال ۱۳۹۵، جمعیت آن ۶۹۲ نفر (۱۳۲خانوار) بوده‌است.